# Cimetière militaire britannique d'Harbonnières
Le Cimetière militaire britannique d'Harbonnières (Heath cemetery) est un cimetière militaire de la Première Guerre mondiale, situé sur le territoire de la commune d'Harbonnières, dans le département de la Somme, à l'est d'Amiens.

## Histoire
Situé à l'arrière du front de l'automne 1914 au printemps 1918, le bourg d'Harbonnières fut pris par les Allemands le 27 avril 1918, au cours de la Bataille du Kaiser. Il fut reconquis par les Australiens le 8 août 1918 au cours de l'offensive des Cent-Jours.
Le cimetière britannique d'Harbonnières a été créé après le 11 novembre 1918. Il y avait, à l'époque, un autre cimetière militaire qui se trouvait à proximité créé août 1914, au moment de l'invasion allemande. 431 soldats français et 1 063 soldats allemands y reposaient. Leurs dépouillent furent transférées dans d'autres cimetières après la fin de la guerre. lOn a rassemblé dans le cimetière militaire d'Harbonnières des corps de soldats provenant de tombes isolées et de cimetières militaires des environs.

## Caractéristiques
Le cimetière britannique est situé en bordure de la route départementale 929 qui relie Amiens à Saint-Quentin, en face du bois du Sart. 1 860 soldats y reposent parmi eux, 859 Britanniques, 984 Australiens, 9 Canadiens, 6 Néo-Zélandais et 2 Sud-Africains. Plus de 360 ne sont pas identifiés.
On relève parmi les morts, à la tombe 10 du carré V, rangée D, le caporal Herbert Ainsworth, du Tank Corps, tué le 8 août 1918 ; au carré 1, 1re rangée , à la tombe 12, deux soldats de la 3e escadrille de l’armée de l’air australienne, les lieutenants Edward Bice et John Chapman.

### Galerie

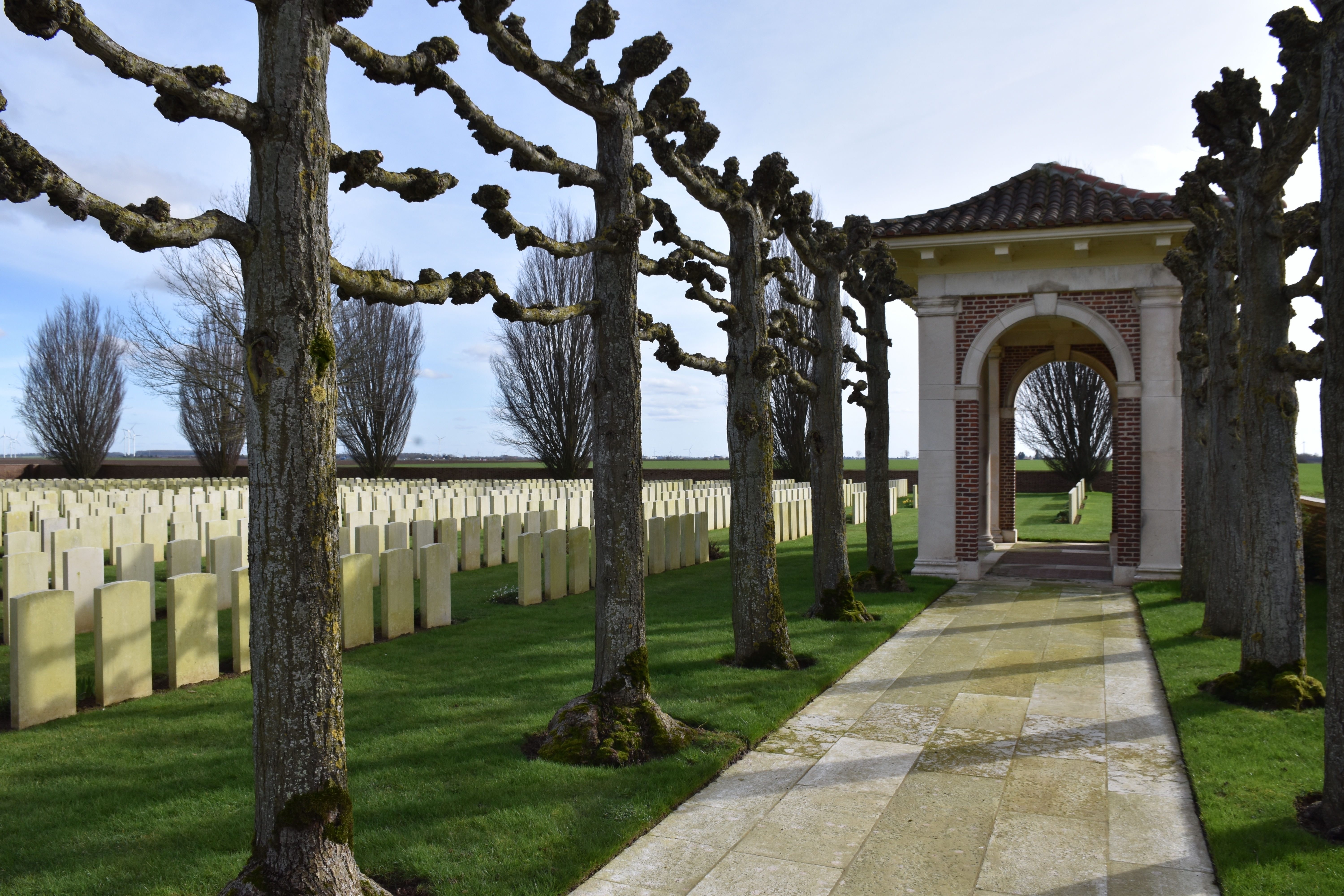
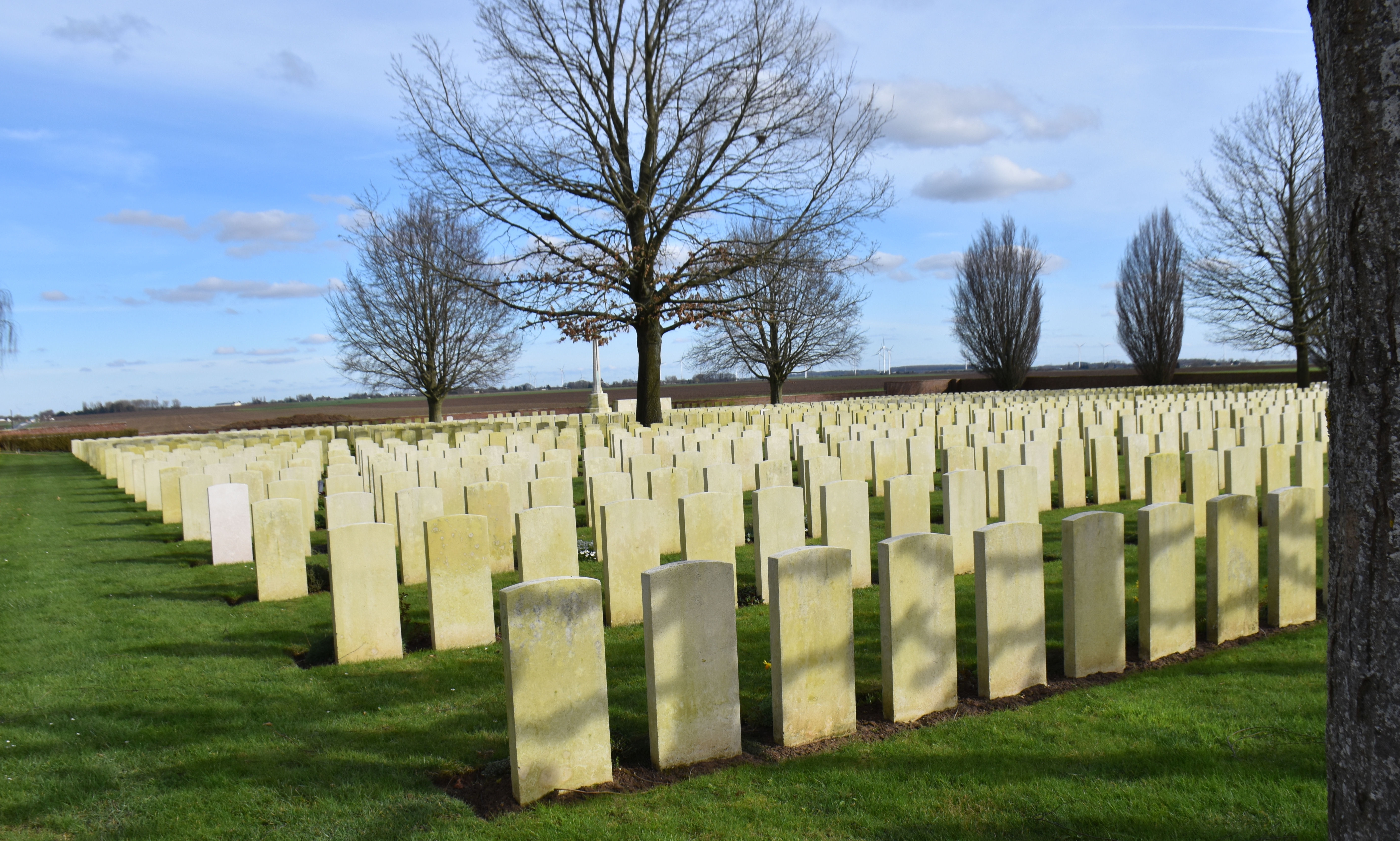
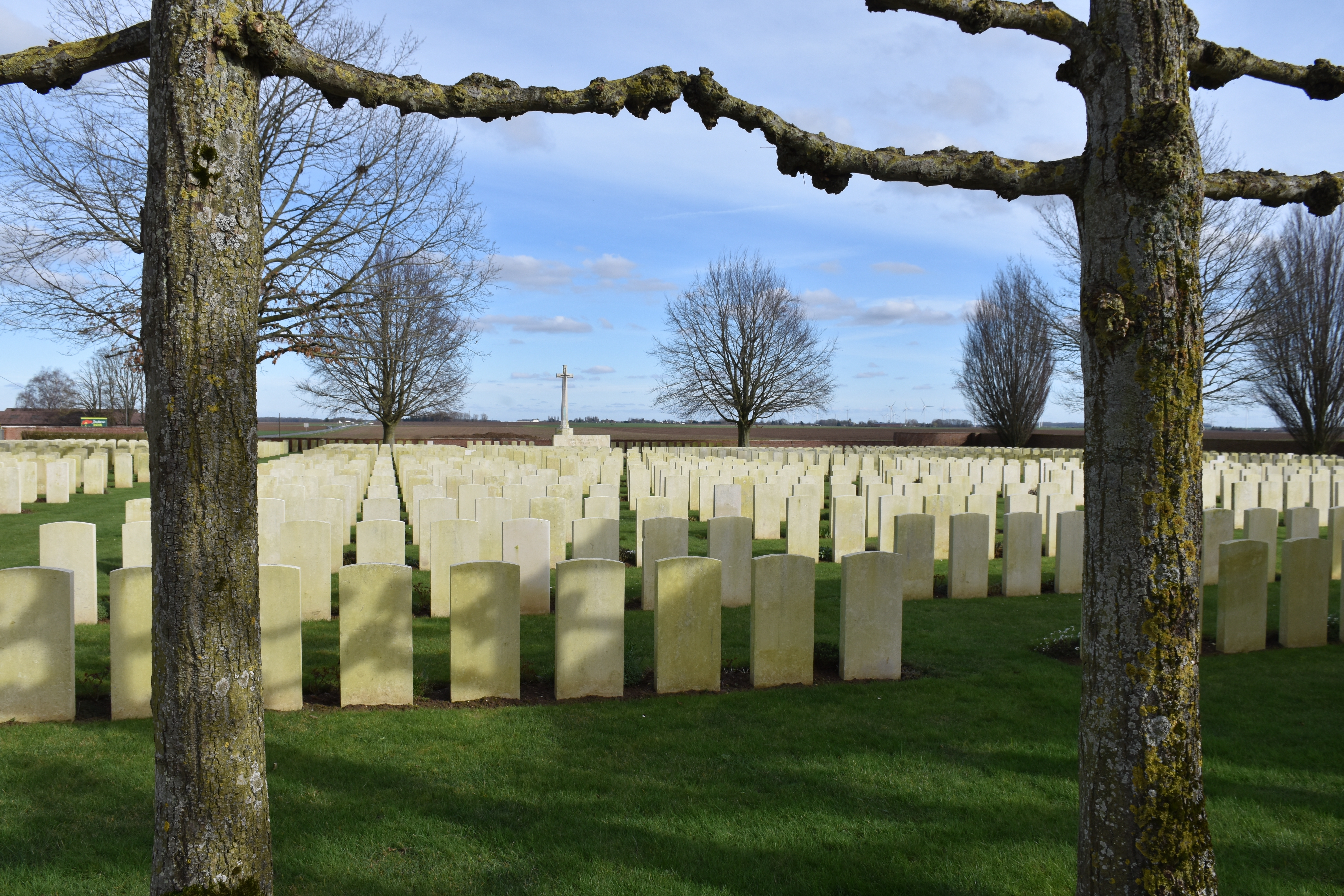
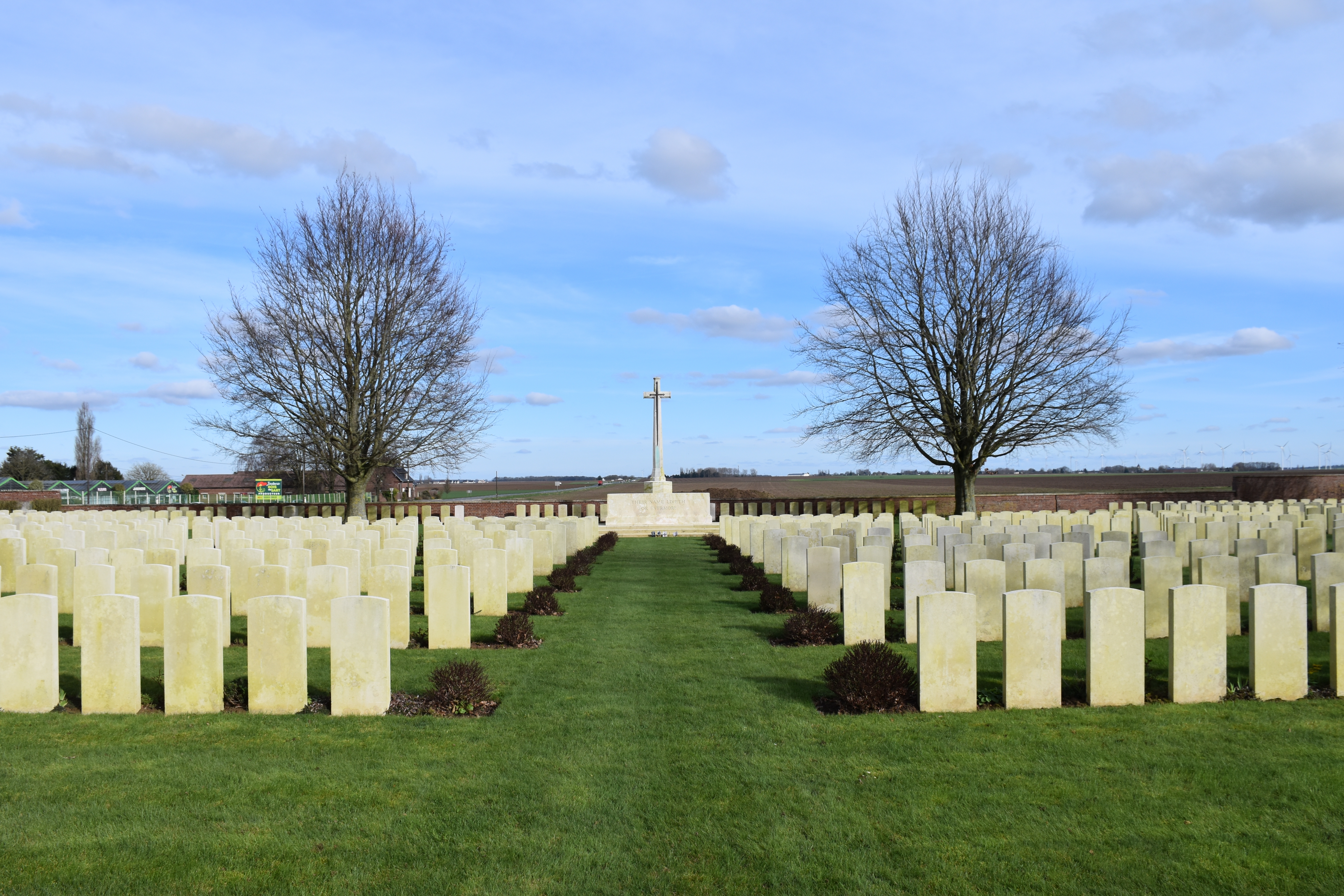
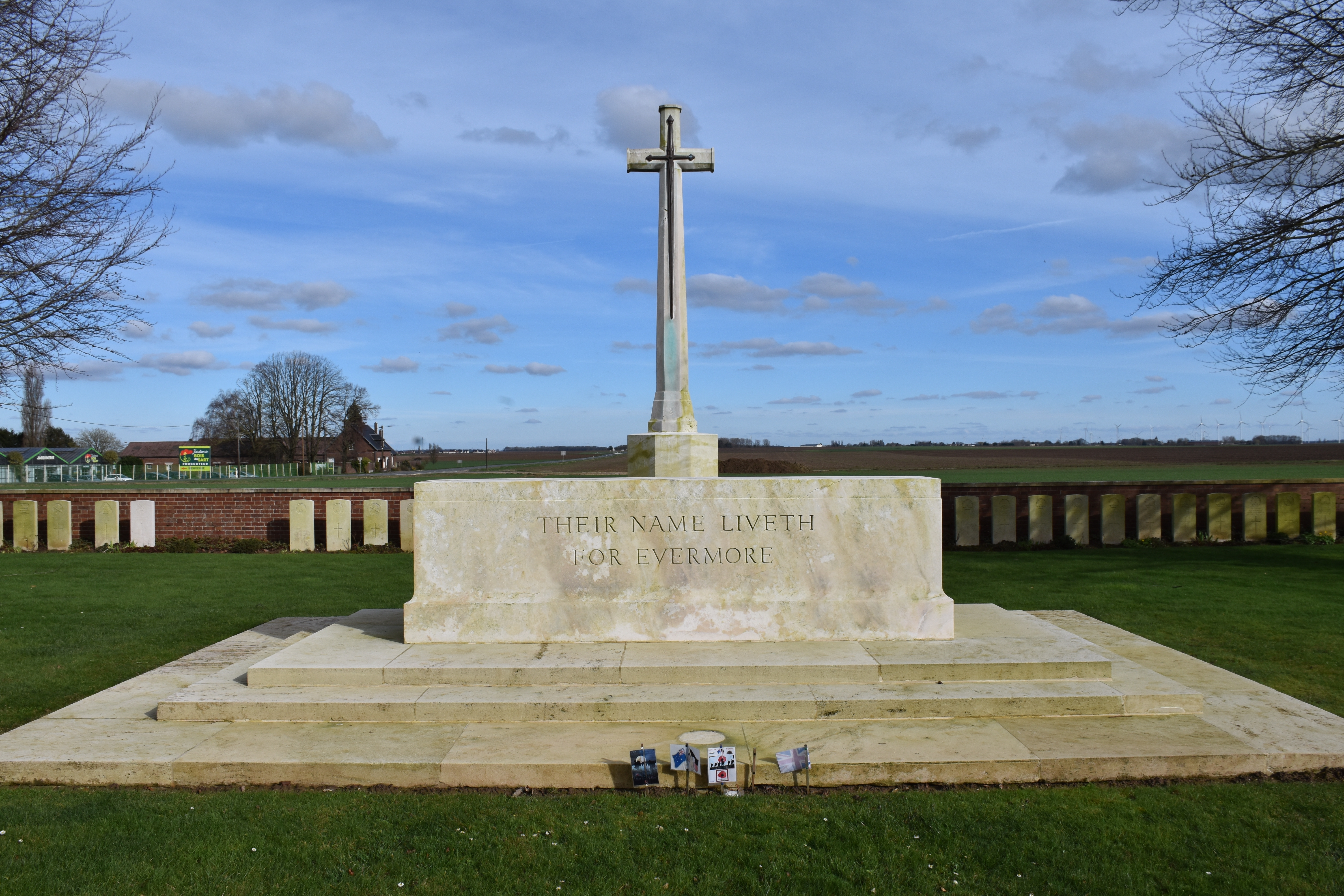
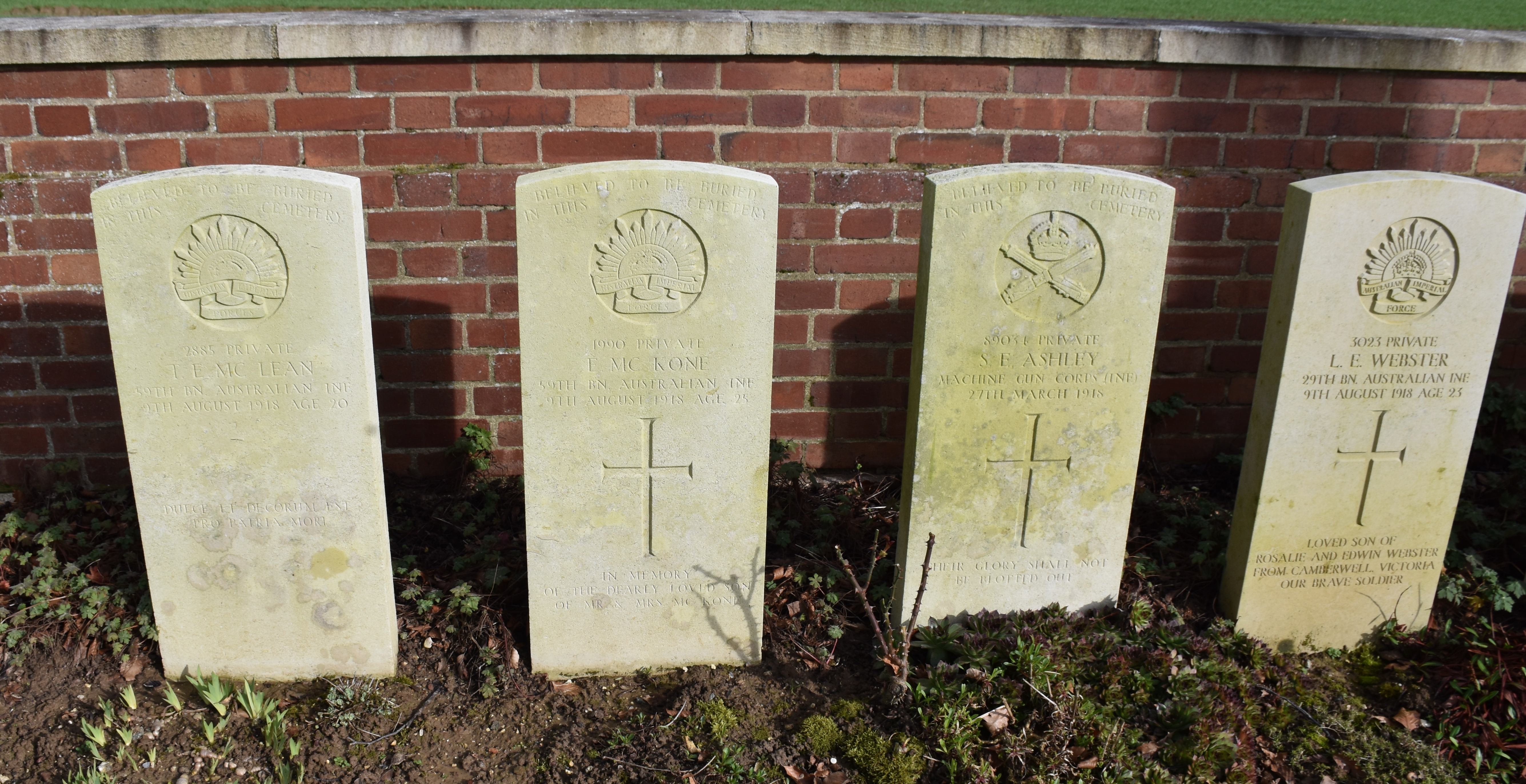

### Sépultures
| Pays             | Sépultures |
| ---------------- | ---------- |
| Australie        | 985        |
| Royaume-Uni      | 860        |
| Canada           | 9          |
| Nouvelle-Zélande | 6          |
| Afrique du Sud   | 2          |
| Total            | 1 862      |